# Approuague
De Approuague is een rivier in Frans-Guyana, die stroomt in noordoostelijke richting en uitmondt in de Atlantische Oceaan bij Régina. De belangrijkste zijrivier op de linkeroever is de Arataye, waar goudzoekers erg actief waren in de 19e eeuw.
De watervallen van Grand Canori (Sauts du Grand Canori), met een hoogte van 19 meter, worden gerekend tot de mooiste van Frans-Guyana.